# Crisis orgánica
Crisis orgánica, crisis estructural, crisis de régimen o crisis de hegemonía, es un concepto que define la situación en la que un sistema social, político y económico en su conjunto se encuentra en un escenario de inestabilidad debido a que sus instituciones han perdido la credibilidad y legitimidad ante la ciudadanía.
Es un concepto planteado por Antonio Gramsci, quien distinguía entre simplemente una crisis económica y una crisis completa de todo el Estado:

Se puede excluir que, por sí mismas, las crisis económicas inmediatas produzcan efectos fundamentales; sólo pueden crear un terreno más favorable a la difusión de ciertos modos de pensar, de plantear y resolver las cuestiones que implican todo el desarrollo ulterior de la vida estatal.
 Cuadernos de la cárcel. Antonio Gramsci

De esta manera, considera que una crisis orgánica se produce:

[…] ya sea porque la clase dirigente ha fracasado en alguna gran empresa política para la que ha solicitado o impuesto con la fuerza el consenso de las grandes masas (como la guerra) o porque vastas masas (especialmente de campesinos y pequeñoburgueses intelectuales) han pasado de golpe de la pasividad política a una cierta actividad y plantean reivindicaciones que en su conjunto no orgánico constituyen una revolución. Se habla de “crisis de autoridad” y esto precisamente es la crisis de hegemonía, o crisis del Estado en su conjunto.
 Cuadernos de la cárcel. Antonio Gramsci

Una crisis orgánica es por tanto una crisis económica y política que se prolonga en el tiempo y debilita todo el régimen político debido a que la clase dominante y sus instituciones presentan una pérdida de autoridad y consenso en la población, aunque incluso se lleven a cabo acciones coercitivas para mantener el statu quo.